# دانييلا بيريز
دانييلا بيريز (بالبرتغالية: Daniella Perez‏) هي راقصة باليه وممثلة برازيلية، ولدت في 11 أغسطس 1970 في ريو دي جانيرو في البرازيل، وتوفي بنفس المكان في 28 ديسمبر 1992 بسبب قتل عمد.

## وصلات خارجية
- دانييلا بيريز على موقع IMDb (الإنجليزية)
- دانييلا بيريز على موقع قاعدة بيانات الفيلم (الإنجليزية)